# Accidente del C-130 de la Fuerza Aérea Venezolana
La Tragedia de Las Azores o Tragedia del Orfeón Universitario, como fue conominado por la prensa entonces, fue un accidente ocurrido el 3 de septiembre de 1976 cuando un avión Lockheed C-130H Hercules de la Fuerza Aérea Venezolana se estrelló contra una colina justo fuera de la pista del Aeropuerto de Lajes en la Isla Terceira del Archipiélago de las Azores, mientras realizaba maniobras de aproximación bajo una lluvia intensa, asociada al huracán Emmy. El Hércules transportaba a miembros del Orfeón Universitario de la Universidad Central de Venezuela a Barcelona (España) para su participación en un evento coral.

## Avión
La aeronave siniestrada era un Lockheed C-130H Hercules con registro FAV-7772, número de serie 4408, propiedad de la Fuerza Aérea Venezolana. Tenía cinco años de operaciones en el país y estaba asignado al Grupo Aéreo de Transporte N°6.

## Accidente

### Antecedentes
El motivo del viaje del Orfeón Universitario, era dirigirse a Barcelona, España, al Festival Internacional del Canto Coral, a iniciarse el día 4 de septiembre de 1976, invitación recibida dos años antes. El costo total del pasaje con la aerolínea bandera VIASA ascendía a la suma de 300 mil bolívares y la Universidad Central de Venezuela no contaba con dichos recursos. El número total de miembros del Orfeón era de unas 52 personas, lo que resultaba en un costo por pasaje de entre Bs 5.500 y Bs 6.000.
Ante la imposibilidad de costear el viaje, los orfeonistas, con el visto bueno de su director Vinicio Adames, se organizaron en una comisión, y a través del representante de la Federación de Centros Universitarios, en reunión con el presidente de la República Carlos Andrés Pérez, solicitaron el apoyo de la Fuerza Aérea Venezolana, quien ofreció un avión de la FAV, un transporte Lockheed C-130H Hercules, para volar hasta Europa. No era la primera vez que la FAV apoyaba al Orfeón Universitario en una gira, cosa que ya había sucedió en 1959, además que era una ruta de uso habitual para la reposta de refacciones del parque aeromotor militar de la época.
El vuelo
El Grupo Aéreo de Transporte Nro. 6 recibe la orden para la programación de un vuelo a Europa en el cual irían como pasajeros los integrantes del Orfeón Universitario a finales de agosto de 1976. Al solicitar los reportes meteorológicos se enteran de que hay una tormenta tropical estacionada sobre las Azores y que el aeropuerto de Lajes (escala obligatoria del traslado) estaba cerrado. Esto obligó a suspender varias veces el vuelo. Mas, por presión del director del Orfeón hacia el rector de la Universidad y el presidente de la República, la Fuerza Aérea Venezolana (en busca de una solución a la situación) traza una ruta con escala en la Base Aérea Naval norteamericana Bermuda, hoy Aeropuerto Internacional L.F. Wade, en la isla Saint David, de Las Bermudas. De allí se proseguía hacia Las Azores, a 1.866 millas náuticas de distancia. Desde Las Azores irían hasta Barcelona, a 1.347 millas náuticas. Desde allí el C-130H de la FAV proseguiría su vuelo a Francia y a Inglaterra, en donde dejarían a otros de sus pasajeros, el Coronel Alfredo Ramírez G., agregado aeronáutico en Londres, junto con su esposa e hijo. En caso de no poder llegar a la Azores el aeropuerto alterno sería el Aeropuerto de Lisboa, situado a 841 millas náuticas de Lajes, para un total de 2.707 millas náuticas desde Las Bermudas. El vuelo sería realizado por 2 tripulaciones completas, de 5 miembros cada una.
El Hercules sale de Maiquetía a la Base Libertador, en Palo Negro, Edo. Aragua, para un toque técnico, y desde allí prosiguió tal como había sido planificado a Las Bermudas. Al arribar a Las Bermudas, se procedió al abastecimiento de combustible, al registro del plan de vuelo y a la solicitud del pronóstico meteorológico, el cual informaba que la tormenta continuaba y que a la hora de llegada a Lajes el aeropuerto estaría bajo mínimos. Esto llevó a la decisión de comenzar a distribuir al personal de tripulantes y pasajeros en los alojamientos disponibles en la base y en las residencias ubicadas en los alrededores de la misma. Poco antes de finalizar la distribución el personal de la base aérea le comunica a los pilotos del C-130H que, de acuerdo a un reporte recibido, a la hora de llegada del vuelo a Las Azores la pista iba a estar despejada. Con esta nueva información se procede a recoger al personal, despegando desde la Base Aérea Naval Bermuda.
Nueve horas más tarde, al arribar a la Isla Terceira, se enfrentan con condiciones adversas: cero visibilidad y la base bajo mínimos. Según la prensa de la época, al comunicarse los pilotos con la torre de control les responde un soldado portugués que no sabe inglés. Al tercer intento de aterrizar la aeronave se estrellan a 200 metros de la pista. No hubo explosión ya que no había combustible en los tanques, pero por lo violento del impacto no hubo supervivientes.